# 香川労災病院
香川労災病院（かがわろうさいびょういん）は、独立行政法人労働者健康安全機構が香川県丸亀市に設置する病院。

## 診療科
- 内科[1]
- 循環器内科[1]
- 外科・消化器外科[1]
- 泌尿器科[1]
- 脳神経外科[1]
- 整形外科[1]
- 形成外科[1]
- 眼科[1]
- 耳鼻咽喉科・頭頸部外科[1]
- 産婦人科[1]
- リハビリテーション科[1]
- 放射線治療科[1]
- 麻酔科[1]
- 歯科口腔外科[1]

## 医療機関の認定
（下表の出典）
| 保険医療機関                                                                 | 母体保護法指定医の配置されている医療機関 |
| 労災保険指定医療機関                                                         | 地域医療支援病院                         |
| 指定自立支援医療機関（更生医療）                                             | 災害拠点病院                             |
| 指定自立支援医療機関（育成医療）                                             | へき地医療拠点病院                       |
| 身体障害者福祉法指定医の配置されている医療機関                               | 臨床研修病院                             |
| 生活保護法指定医療機関                                                       | がん診療連携拠点病院                     |
| 結核指定医療機関                                                             | 特定疾患治療研究事業委託医療機関         |
| 難病の患者に対する医療等に関する法律(平成26年法律第50号)に基づく指定医療機関 | DPC対象病院                              |
| 原子爆弾被害者一般疾病医療取扱医療機関                                       |                                          |

- 救急告示病院（二次救急）[2]
- 災害拠点病院、DMAT指定病院、広域救護病院[3]
- 地域がん診療連携拠点病院[4]
- 公益財団法人日本医療機能評価機構認定病院(3rdG:Ver.2.0(5回目,2020年3月6日認定,2025年1月23日認定有効期限))[5]
- このほか、各種法令による指定・認定病院であるとともに、各学会の認定施設でもある。

## 認定専門医人数
（下表の出典）
| 専門医資格名       | 人数  | 専門医資格名               | 人数  |
| ------------------ | ----- | -------------------------- | ----- |
| 総合内科専門医     | 6.0人 | 肝臓専門医                 | 2.0人 |
| 外科専門医         | 8.0人 | アレルギー専門医           | 2.0人 |
| 整形外科専門医     | 7.0人 | 老年病専門医               | 1.0人 |
| 産婦人科専門医     | 4.0人 | 消化器外科専門医           | 5.0人 |
| 眼科専門医         | 1.0人 | 呼吸器外科専門医           | 1.0人 |
| 耳鼻咽喉科専門医   | 3.0人 | ペインクリニック専門医     | 4.0人 |
| 泌尿器科専門医     | 3.6人 | 形成外科専門医             | 2.0人 |
| 脳神経外科専門医   | 3.0人 | リハビリテーション科専門医 | 1.0人 |
| 放射線科専門医     | 5.0人 | 婦人科腫瘍専門医           | 1.0人 |
| 麻酔科専門医       | 5.0人 | 救急科専門医               | 3.0人 |
| 病理専門医         | 1.0人 | 核医学専門医               | 1.0人 |
| 消化器病専門医     | 5.0人 | 消化器内視鏡専門医         | 6.0人 |
| 循環器専門医       | 4.0人 | リウマチ専門医             | 3.0人 |
| 呼吸器専門医       | 4.0人 | 細胞診専門医               | 1.0人 |
| 気管支鏡専門医     | 3.0人 | 透析専門医                 | 1.0人 |
| 血液専門医         | 1.0人 | 乳腺専門医                 | 1.0人 |
| 内分泌代謝科専門医 | 2.0人 | 脳血管内治療専門医         | 2.0人 |
| 糖尿病専門医       | 2.0人 | がん薬物療法専門医         | 1.0人 |
| 腎臓専門医         | 2.0人 | 口腔外科専門医             | 1.0人 |

## 交通アクセス
- JR予讃線「丸亀駅」より[6]
  - 徒歩約20分
  - タクシーで約5分
  - 丸亀コミュニティバス（丸亀ぐるっとバス）「労災病院」停留所下車

## 周辺
- 丸亀城[6]
- 大手前丸亀中学校・高等学校[6]
- 丸亀市立東中学校[6]